# Самсара (фильм, 2011)
«Самса́ра» (англ. Samsara) — документальный видовой философский фильм режиссёра Рона Фрике и продюсера Марка Магидсона.
Фильм является логическим продолжением предыдущих картин режиссёра — «Хроноса» и «Бараки», развивая тему исследования взаимоотношений человечества и вечности. Эту идею подчёркивает название ленты, в переводе с санскрита означающее «блуждание, странствование», а в более широком смысле, согласно индийской философии, круговорот рождения и смерти в мирах, ограниченных кармой.
На подготовку фильма ушло 5 лет: 4 года на съёмки, проходившие в 25 странах мира, и год на окончательный монтаж. Фильм полностью снят на 70-мм плёнку и затем оцифрован. Премьера картины состоялась в рамках 36-го ежегодного Международного кинофестиваля в Торонто в 2011-м году, а в прокат лента вышла в США, в августе 2012-го.

## Сюжет
Режиссёр фильма говорит о нём так: «Это направляемая медитация, ведущая зрителя через цикл рождения и смерти к перерождению».

Официальный сайт фильма развивает это описание: «Самсара исследует «удивительность» нашего мира, двигаясь от обыденности к чудесности, вглядываясь в непостижимые грани человеческой духовности и опыта. Не являясь ни документальным фильмом, в привычном понимании этого термина, ни фильмом-путешествием, Самсара представляет собой акт невербальной медитации».

Балийский танец сменяется буддистской молитвой, занесенные песком заброшенные фабрики – конвейером по производству мяса, атрибутика секс-шопа – сценами изготовления оружия. Кажется, что ты смотришь безразмерное слайд-шоу чужого фликра... В этом фильме есть все: монахи и преступники, проститутки и военные, старики и младенцы, матери и отцы, рождение и смерть... Вся эта витальность обрамлена в немыслимой красоты пейзажи тибетских склонов, вулканических извержений и отражений в зеркальных водоемах. — Наталья Серебрякова, рецензент портала film.ru

## Над фильмом работали
- Рон Фрике — режиссура, сценарий, монтаж.
- Марк Магидсон (продюсер) — продюсирование, звукорежиссура, сценарий, монтаж.
- Майкл Стэрнс[англ.] — звукорежиссура, написание музыки к фильму.
- Лиза Джеррард, Marcello De Francisci — написание музыки к фильму.
- Myles Connolly — линейный продюсер.
- John Chandler Earle — ассоциированный продюсер и дополнительный монтаж.
- Christopher Reyna — imaging producer — ответственный за качество изображения, перенос с плёнки, его единое визуальное восприятие, мастеринг и эффекты.
- Michelle Peele — координатор производственного процесса

## Награды и номинации
2012-й год
- Приз кинокритиков Дублинского международного кинофестиваля[англ.] в категории «Лучший документальный фильм»
- Номинация в категории «Лучший документальный фильм» Премии общества кинокритиков в Сан Диего[англ.]
- Номинация в категории «Лучший документальный фильм» Денверского общества кинокритиков[англ.]
- Номинация в категории «Лучший саундтрек к документальному фильму» Международной ассоциации критиков музыки к фильмам[англ.]

2013-й год
- Номинация в категории «Выдающиеся достижения в кинематографии» американской премии Cinema Eye Honors Awards[англ.]
- Номинация в категории «Лучший монтаж документального фильма» почётного общества Американских киномонтажёров[англ.]

## Места съёмок
За годы съёмок были отсняты сотни локаций в 25 странах. Вот некоторые из них: Ангола, Бразилия, Гана, Гонконг, Дания, Египет, Индия, Индонезия, Израиль/Палестина, Италия, Иордания, Китай, Мали, Мьянма, Намибия, ОАЭ, США, Саудовская Аравия, Таиланд, Турция, Филиппины, Франция, Эфиопия, Южная Корея и Япония.